# Instituto de Pesquisas e Estudos Sociais
O Instituto de Pesquisas e Estudos Sociais (IPES), fundado em 29 de novembro de 1961 por Augusto Trajano de Azevedo Antunes (ligado à Caemi Mineração) e Antônio Gallotti (ligado à Light S.A.), foi instituto inicialmente fundado com uma ideia de reunir empresários que consideravam o então presidente do Brasil, João Goulart como a personificação de uma "ameaça comunista no Brasil".
Apesar de se dizer apolítico, o IPES não foi apenas disseminador de propaganda anticomunista ou um grupo de direita. Era um núcleo de agentes com objetivos de conspiração golpista com agenda política própria. Seus membros estavam estrategicamente informados e muito bem posicionados entre os conspiradores que derrubaram o Presidente Goulart. E, ao lado dos militares, foram os protagonistas do processo de ocupação da estrutura do Estado após março de 1964 – o IPES funcionou regularmente até o ano de 1973.
A instituição, para cumprir os objetivos propostos, dividia-se em Conselho Orientador, Comissão Diretora, Comitê Executivo e vários Grupos. O Grupo de Levantamento da Conjuntura (GLC) foi liderado pelo general Golbery do Couto e Silva no Rio de Janeiro até junho de 1964 e indicava áreas sensíveis a outros dois grupos, o Grupo de Estudos e Doutrina (GED) e o Grupo de Doutrina e Estudos (GDE), de São Paulo. Analisavam temas relevantes para os objetivos da instituição e determinavam objetivos de curto e longo prazo. O GLC analisava os jornais diários do país e uma série de revistas, totalizando cerca de 14 mil unidades por ano.
O IPES, durante seu principal período de ação, era localizado no edifício avenida Central no Rio de Janeiro, vigésimo sétimo andar, possuindo treze salas. Sua estrutura, tal qual à de sua entidade-irmã, o Instituto Brasileiro de Ação Democrática (IBAD), equivale ao que hoje se conhece como think tank ou organização não-governamental (ONG).
A função primordial do IPES era integrar os diversos movimentos empresariais de direita pró-Estados Unidos e pró-sionismo para criar as bases de uma oposição que pudesse deter "o avanço do comunismo soviético no ocidente" e promover valores liberais.

## Fundação
O IPES foi fundado por um grupo de empresários de São Paulo e do Rio de Janeiro durante o período politicamente conturbado da década de 1960, tendo sua articulação inicial em novembro de 1961, logo após João Goulart assumir a presidência do Brasil, em setembro.
Pouco após a sua fundação, em 29 de novembro de 1961, o IPES passou a ser dirigido pelo general Golbery do Couto e Silva, um dos professores da Escola Superior de Guerra e estudioso da geopolítica e, anos depois, um dos artífices da ditadura militar, logo após pedir para passar para a reserva do Exército Brasileiro.

## Financiadores
O maior financiador do IPES foi o governo dos Estados Unidos com o presidente John Kennedy, por receio a um crescimento de um movimento comunista No Brasil que poderia resultar em uma Revolução Comunista e instalar o socialismo no país, assim, criando uma "nova China".
Os acordos sobre esse financiamento foram intermediados pelo embaixador dos E.U.A no Brasil, Lincoln Gordon, visando desestabilizar o Governo João Goulart.
Outras cinco empresas que financiaram: Refinaria União, Light, Cruzeiro do Sul, Icomi, Listas Telefônicas Brasileiras, além de trezentas empresas de menor porte (desde indústrias alimentícias até farmacêuticas), além de diversas entidades de classe. Também foi importante o apoio econômico do político e banqueiro José de Magalhães Pinto. O capital inicial liberado para o instituto foi de quinhentos mil dólares. Muitas entidades filantrópicas de senhoras cristãs, de orientação conservadora, também colaboraram com dinheiro em espécie, joias e trabalho voluntário.

## Mobilização
Políticos, empresários, jornalistas, intelectuais e grupos de donas-de-casa, estudantes e trabalhadores militavam sob a orientação ideológica da cúpula do IPES/IBAD.
A base de apoio, direta ou indireta, incluiu sobretudo os políticos da UDN e de setores do PSD. Empresários como Amador Aguiar, Mário Henrique Simonsen, Augusto Frederico Schmidt, também poeta, Alceu Amoroso Lima, também escritor e pensador católico, entre tantos outros, militavam pelo IPES, que tentou cooptar para o movimento escritores como Rachel de Queiroz, Fernando Sabino e Rubem Fonseca, que chegou a fazer roteiros para os documentários do IPES. O elenco de apoio ia desde o general Jurandir Bizarria Mamede, que em 1955 fez um discurso violento contra a vitória de Juscelino Kubitschek durante o enterro do general Canrobert da Costa, até o então apenas empresário Paulo Maluf, que mais tarde tornaria famoso como político brasileiro.

## Objetivos
A função do IPES era coordenar a oposição política ao governo Jango, e para tal tinha financiamento de grandes empresas nacionais e multinacionais.
O objetivo do instituto, era fazer um levantamento da maneira de expressão do brasileiro de forma a mapear o comportamento social do público alvo, que era a classe média baixa da população, além dos formadores de opinião, como entidades religiosas diversas, para elaborar filmes publicitários, documentários, confecção de panfletos, e propagandas.

## Atividades
Basicamente o IPES trabalhava com pesquisas e estatísticas para coleta de informações para elaborar filmes publicitários, documentários, panfletos, e propagandas contra o governo de João Goulart e seus aliados.
O IPES colaborou com diversas entidades de tendência direitista, como a União Cívica Feminina, Campanha da Mulher pela Democracia, além de outras entidades ligadas à Igreja Católica. Também tentou cooptar os estudantes e operários para a oposição antijanguista, sendo um dos livros publicados intitulado "UNE, instrumento de subversão", de autoria de Sônia Seganfredo, estudante de tendência anticomunista.
O discurso adotado pelo IPES e pelos movimentos que colaboravam com o mesmo era o da defesa da democracia. Segundo consta, Um dos pontos estabelecidos para as militantes era nunca dizer que estavam combatendo o comunismo, mas, sim, trabalhando em defesa da democracia, assim se fez a Marcha da Família com Deus pela Liberdade, em 19 de março de 1964, que definitivamente desencadeou a queda de Jango].
Na verdade, havia uma mobilização para extinguir todo o legado do populismo varguista, no qual o IPES e o IBAD fizeram parte. A princípio, viram em Juscelino Kubitschek, apesar de ligado a um partido político conservador, um mal-disfarçado herdeiro de Vargas, tendo sido o último governador que recebeu o então presidente antes do suicídio deste, em 1954. Várias instituições tinham seus métodos específicos. O IBAD era mais militante, enquanto o IPES mais "racional". O IPES agia na defensiva, pregando o lado "positivo" do capitalismo dos países ricos e as "vantagens" do Brasil de se subordinar a eles. Por outro lado, já havia entidades de ação ofensiva, como o Grupo de Ação Patriótica (GAP) e o Comando de Caça aos Comunistas (CCC). O CCC, entre outras ações, promoveu o incêndio da sede da UNE, em 1964, e o confronto sangrento com estudantes da USP, em 1968.
Durante o período anterior ao Golpe de 1964, o IPES encomendou a elaboração de documentários que seriam exibidos em salas de cinema, bairros de baixa renda, entre outros lugares. Os principais documentários foram:
- A vida marítima
- Conceito de empresa
- Criando homens livres
- Deixem o estudante estudar
- Depende de mim
- História de um maquinista
- Nordeste problema número um
- O Brasil precisa de você
- O IPÊS é o seguinte
- O que é democracia
- O que é o IPÊS
- Portos Paralíticos
- Uma economia estrangulada

## Os métodos
A propaganda do IPES baseava-se na égide da defesa da moral e dos bons costumes da família brasileira, do direito à propriedade privada e à livre iniciativa empresarial, além de estimular a ampla participação de investidores estrangeiros na economia brasileira.
Dentre os métodos utilizados pelo IPES para mobilizar a população contra o trabalhismo de Goulart, houve palestras direcionadas às mães e donas de casa alertando para o possível dano que o comunismo causaria a entidade familiar. Aliás, muitas palestras, panfletos, documentários e livros foram feitos no sentido de difundir uma "racionalidade" ideológica capaz de convencer as pessoas sobre a suposta falência do governo Goulart.
Simultaneamente eram distribuídos panfletos entre a população, endereçados aos fazendeiros e agricultores, outros panfletos davam ênfase à palavras chave, como democracia, subversão, liberdade, o clero fazia publicar mensagens dirigidas ao Presidente.
Sua atuação não era ostensiva, daí sua sobrevida diante da CPI que os parlamentares da linha governista (favoráveis a Jango) instauraram contra o IBAD, cujas provas de participação de capital estrangeiro fizeram o governo a decretar a extinção desta. O IPES desapareceu em 1972, quando o AI-5 parecia ter controlado todos os focos de manifestação antidireita no país.